# Angelique (jeu vidéo)
Pour les manga, séries animées, et drama CD tirés du jeu, ainsi que pour les autres jeux de la série, voir Angelique (série).
Pour les articles homonymes, voir Angélique.
Angelique (アンジェリーク, « Angélique ») est un jeu vidéo otome de simulation de drague, sorti en 1994, qui est le premier jeu publié de ce type au monde. Il est suivi de versions améliorées sous-titrées Special, Voice Fantasy, Duet et Retour. C'est aussi le premier jeu de la série Angelique.

## Présentation
Le jeu est développé par Ruby Party pour l'éditeur Koei, et sort initialement le 23 septembre 1994 au Japon sur la console Super Famicom (Super Nintendo). Il est destiné à un public féminin, réalisé d'après des dessins de la shojo mangaka Kairi Yura, et contient des éléments de fantasy, d'aventures, de stratégie et de romantisme. Il tire son nom de son héroïne Angelique Limoges, prétendante au titre de « reine Angelique ».
Le jeu est par la suite ressorti et réadapté avec certaines améliorations et des noms alternatifs (sous-titré Special, Voice Fantasy, Duet) pour diverses plateformes de jeu, mais uniquement au Japon (hormis une version PC en chinois). L'histoire développée dans le jeu sera également adaptée dans une version manga homonyme et dans plusieurs séries anime, ainsi qu'en drama CD (histoires contées sur CD audio).
Le jeu donnera naissance à une franchise homonyme, de nouveaux jeux poursuivant ultérieurement l'histoire avec les mêmes personnages, notamment Angelique Special 2 en 1996, Angelique Trois en 2000, Angelique Etoile en 2003, et Neo Angelique en 2006.

## Versions

### Angelique
Angelique (アンジェリーク) est donc le jeu original, sorti le 23 septembre 1994 uniquement sur Super Famicom,. Ce même jeu ressort un an et demi plus tard sur la même plateforme, amélioré par un add-on, sous le nom Angelique Voice Fantasy. Huit ans et demi après sa sortie initiale, il ressort sur Game Boy Advance le 21 mars 2003.

### Angelique Special
Angelique Special (アンジェリーク Special) est une version améliorée du jeu, avec des voix ajoutées aux dialogues, des scènes d'animation supplémentaires, des graphismes améliorés, et de la musique de qualité CD. Elle sort d'abord le 22 décembre 1995 sur PC-FX, publiée par NEC Home Electronics, puis trois mois plus tard sur Saturn, PlayStation, et PC sous Windows 95, le 29 mars 1996. C'est le seul jeu de la franchise qui sortira à l'étranger, dans une version PC en chinois. Son intitulé sera repris pour nommer le deuxième jeu de la franchise qui sortira un an après : Angelique Special 2.

### Angelique Voice Fantasy
Angelique Voice Fantasy (アンジェリーク ヴォイスファンタジー) est une version identique à l'original de 1994, mais qui inclut un CD audio et un add-on permettant de rajouter des voix aux dialogues. Elle sort le 29 mars 1996 sur la même plateforme, Super Famicom, le même jour que la version améliorée Angelique Special pour d'autres plateformes.

### Angelique Duet
Angelique Duet (アンジェリーク デュエット) est une version du jeu qui permet de jouer au choix avec l'héroïne habituelle Angelique Limoges ou avec sa rivale Rosalia de Catargena, et qui contient donc de nouvelles scènes de jeu et de nouvelles animations. Elle sort un an et demi après le deuxième jeu de la franchise (Angelique Special 2), le 30 juillet 1998 sur Saturn et PlayStation. Huit ans après sa sortie initiale, elle ressort sur Nintendo DS le 6 avril 2006.

### Angelique Retour
Angelique Retour (アンジェリーク リトゥール) est une version. Elle sort le 17 décembre 2015 sur PS Vita et PSP.

### Historique des sorties
- 23 septembre 1994 : Angelique sur Super Famicom ;
- 22 décembre 1995 : Angelique Special sur PC-FX ;
- 29 mars 1996 : Angelique Special sur PC, Saturn, PlayStation ;
- 29 mars 1996 : Angelique Voice Fantasy sur Super Famicom ;
- 30 juillet 1998 : Angelique Duet sur Saturn et PlayStation ;
- 21 mars 2003 : Angelique sur Game Boy Advance ;
- 6 avril 2006 : Angelique Duet sur Nintendo DS.

## Histoire
La reine Angelique doit choisir entre deux candidates adolescentes pour lui succéder : Angelique Limoges et Rosalia de Catargena. Chacune se voit confier un territoire qu'elle doit peupler, avec l'aide de neuf gardiens. Si l'une choisit l'amour de l'un d'eux, elle ne pourra devenir reine, mais trouvera le bonheur...

## Personnages
La version Super Nintendo du jeu en 1994 était sans vice. Des voix ont été ajoutées dans les versions ultérieures.
| Type         | Nom                  | Rôle                            | Âge    | Interprétée par  |
| ------------ | -------------------- | ------------------------------- | ------ | ---------------- |
| Protagoniste | Angelique Limoges    | Candidate à la reine            | 17 ans | Yuri Shiratori   |
| Rivale       | Rosalia de Catargena | Candidate à la reine            | 17 ans | Kotono Mitsuishi |
| Gardiens     | Julious              | Gardien de la lumière           | 25 ans | Show Hayami      |
| Gardiens     | Clavis               | Gardien de l'ombre              | 25 ans | Kaneto Shiozawa  |
| Gardiens     | Luva                 | Gardien de la terre             | 26 ans | Toshihiko Seki   |
| Gardiens     | Oscar                | Guardien du feu                 | 22 ans | Kenyū Horiuchi   |
| Gardiens     | Lumiale              | Gardien de l'eau                | 21 ans | Nobuo Tobita     |
| Gardiens     | Olivie               | Gardien du rêve                 | 22 ans | Takehito Koyasu  |
| Gardiens     | Randy                | Gardien du vent                 | 18 ans | Nobutoshi Canna  |
| Gardiens     | Zephel               | Garden de l'acier               | 17 ans | Mitsuo Iwata     |
| Gardiens     | Marcel               | Gardien de la nature            | 14 ans | Hiro Yūki        |
| Autre        | Angelique            | Reine de l’univers              | -      | Masako Katsuki   |
| Autre        | Dia                  | Aide de la reine                | -      | Atsuko Tanaka    |
| Autre        | Sara                 | Diseuse de bonne aventure       | -      | Ai Orikasa       |
| Autre        | Katis                | Gardien précédent               | -      | Shūichi Ikeda    |
| Autre        | Pasuha               | Responsable de l'institut royal | -      | Kazuki Yao       |

- Les personnages apparus sont un peu différents d'une version à l'autre.